# Wärmeleitpad

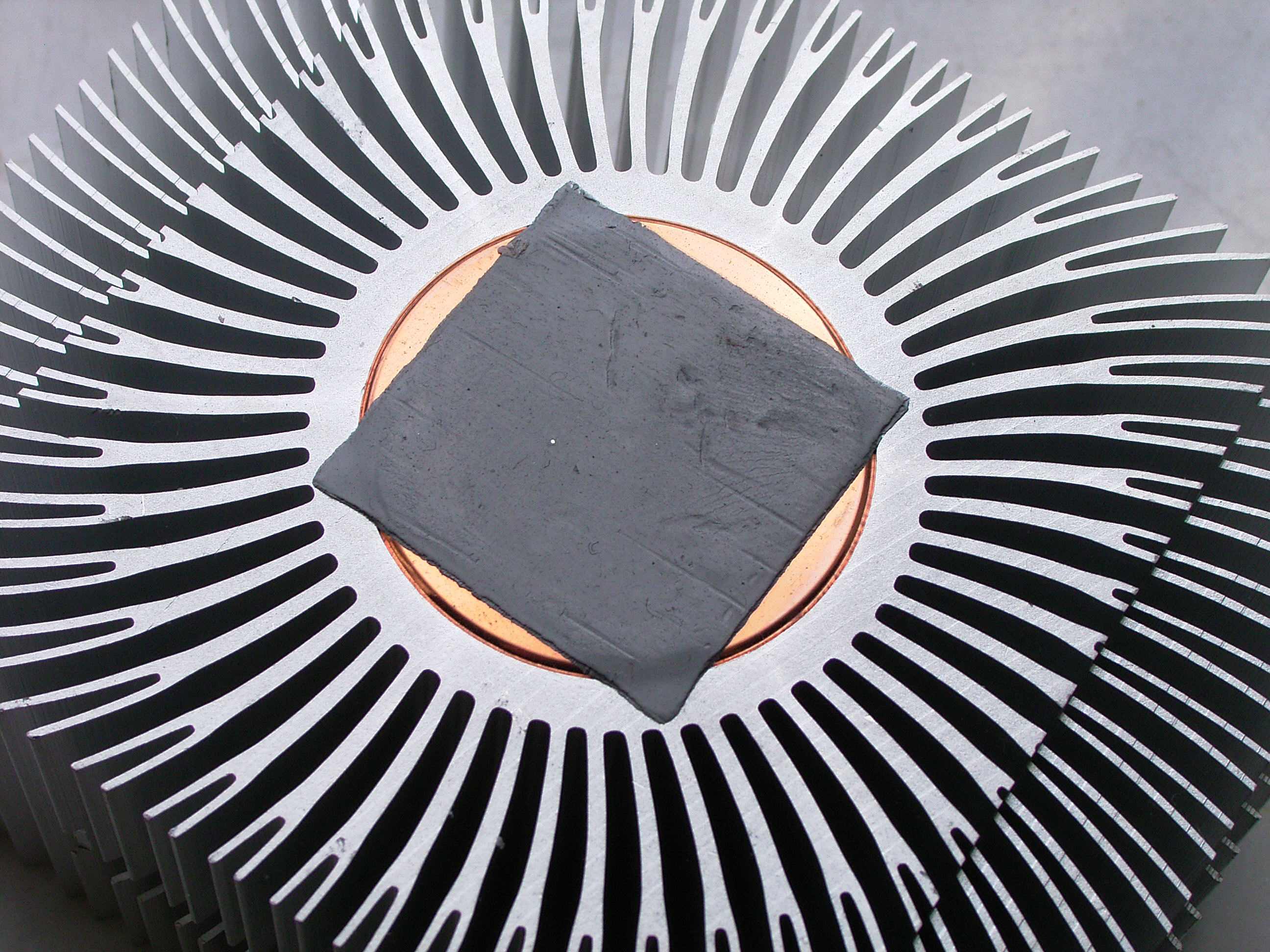
Thermoplastisches Wärmeleitpad auf einem Prozessorkühler

Ein Wärmeleitpad dient ähnlich wie Wärmeleitpaste der besseren Ableitung der Verlustwärme elektronischer Bauteile. Einige Ausführungen gestatten eine elektrisch isolierte Montage auf einem Kühlkörper.

## Allgemeines

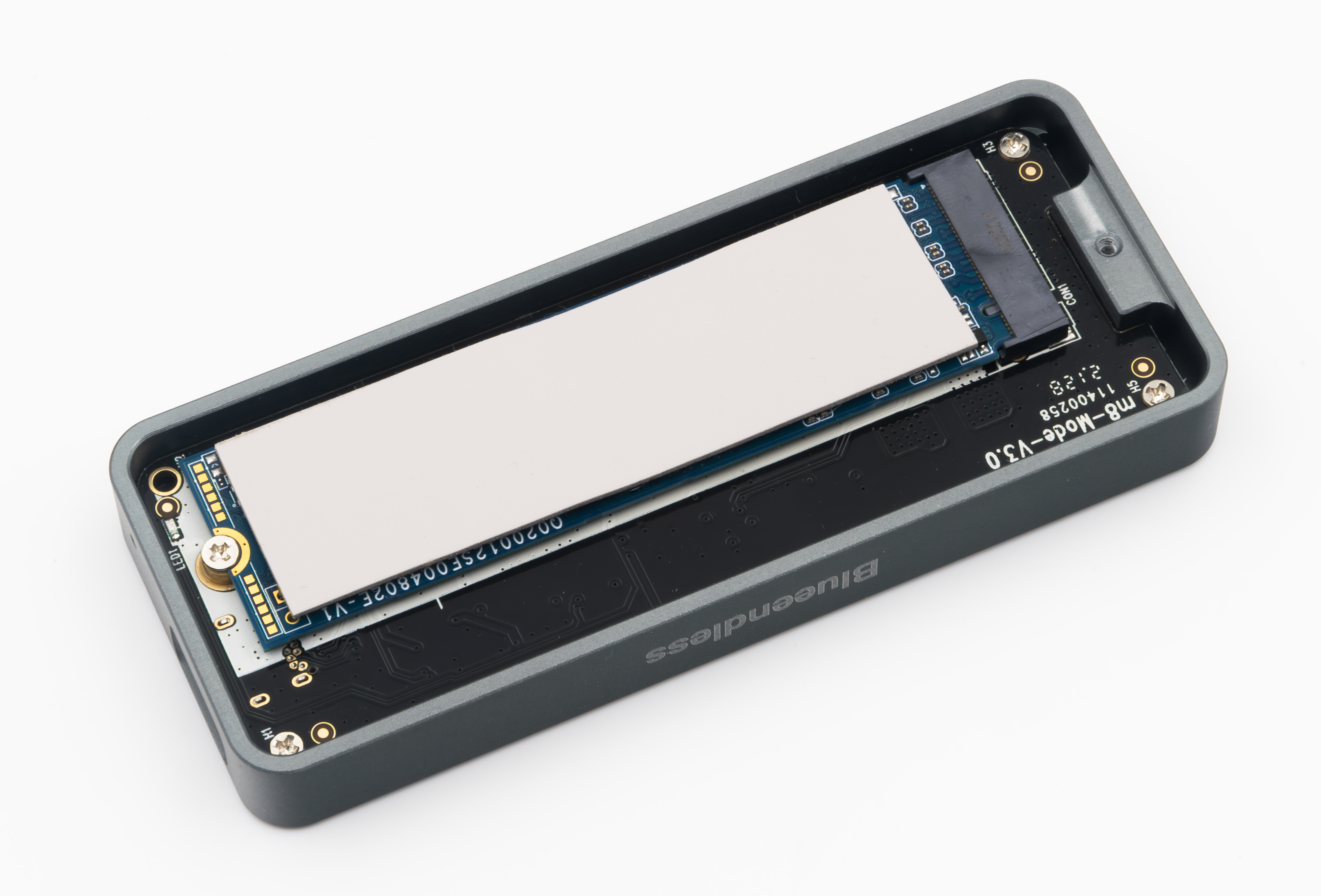
Wärmeleitpad in einem Gehäuse für eine M.2-SSD

Beim Betrieb elektronischer Bauteile, insbesondere in der Leistungselektronik, entstehen teilweise sehr hohe Verlustleistungen, die über das freistehende Gehäuse des Bauteils allein nicht abgeführt werden können. Die Bauteile werden daher mit Kühlkörpern versehen. Bei der Montage auf diesen Kühlkörpern verbleiben durch Unebenheiten stets Lufträume, die den Wärmeübergang behindern. Aufgabe der Wärmeleitpads ist es daher, die Luft aus diesen Zwischenräumen zu verdrängen und so den Wärmeübergang zu verbessern.
Oft ist dabei eine elektrische Isolation zwischen Kühlkörper und der der Wärmeableitung dienenden Fläche des Bauteiles erforderlich, weil diese Flächen häufig unterschiedliche elektrische Potentiale führen. Die hierfür verwendeten Isolierscheiben können ebenfalls zu den Wärmeleitpads gerechnet werden, da sie aus elektrisch isolierenden, jedoch gut wärmeleitenden Materialien hergestellt werden. Sie erfordern in der Regel jedoch zusätzlich den Einsatz von Wärmeleitpaste.

## Ausführungen

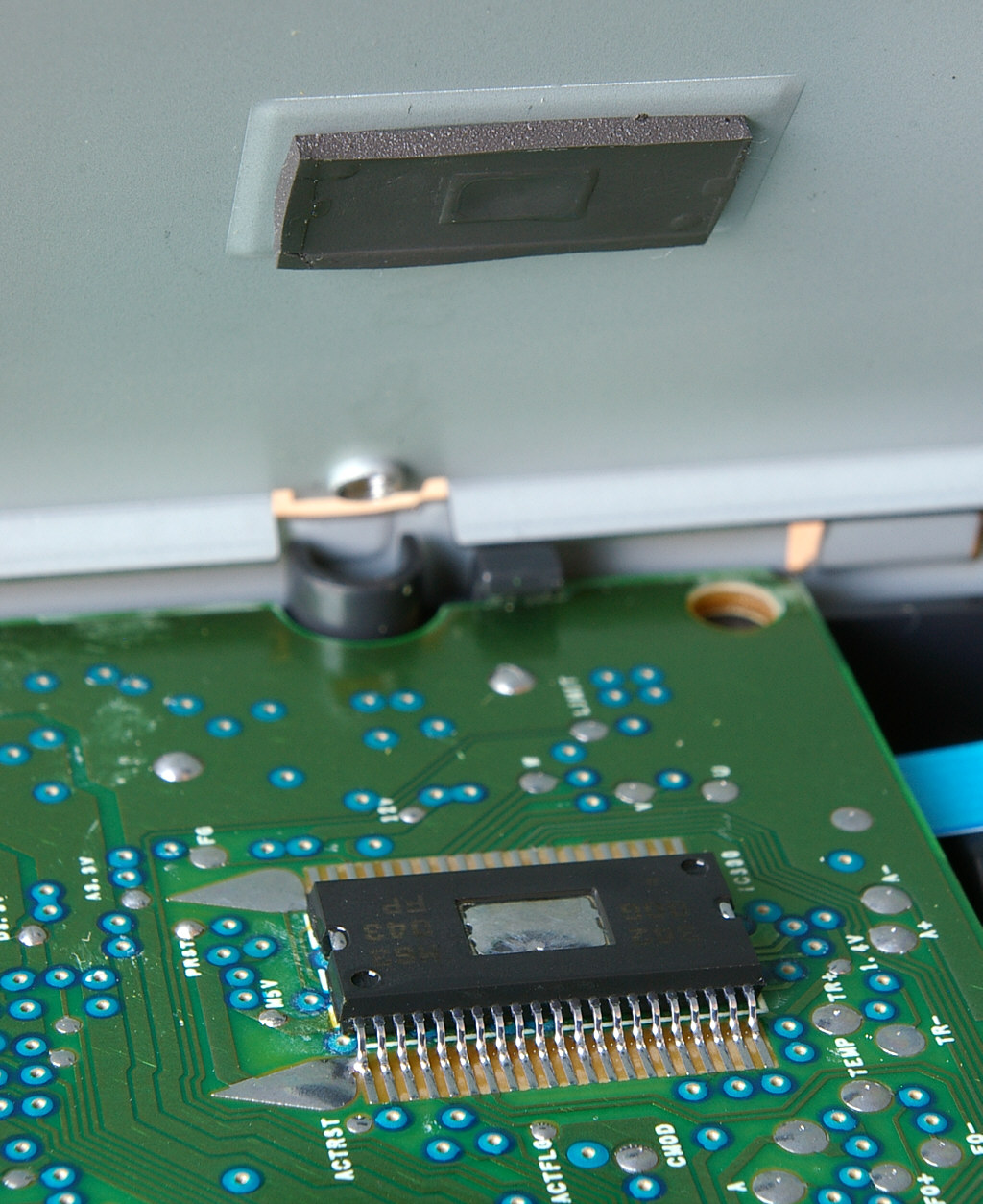
Elastisches Wärmeleitpad auf Silikongummi-Basis an der wärmeableitenden Abdeckung (oben)

Je nach Anforderungen werden unterschiedliche Materialien eingesetzt.
- Elektrisch isolierte Montage:
  - Silikongummi-Folien und -hülsen, teilweise mit Glasfasergewebe-Einlage;
  - großflächige Silikonmatten zur wärmeleitenden und gleichzeitig vibrationsdämpfenden Montage, beispielsweise zwischen SMD-bestückten Leiterkarten und Kühlkörpern oder Gehäuseteilen, die als Kühlkörper dienen; Die Wärmeleitfähigkeit liegt im Bereich um 5 W/(m·K).[1]
  - Kunststofffolien (Kapton), die teilweise mit Paraffin-Beschichtung zur Füllung von Lufträumen durch Aufschmelzen im Betrieb oder mit einer selbstklebenden Beschichtung konfektioniert sind.
  - Glimmerscheiben (in der Regel mit Wärmeleitpaste montiert);
  - Keramikscheiben (meist Aluminiumoxidkeramik);

- Unisolierte Montage:
  - Thermoplastische Pads als Alternative zu Wärmeleitpaste, (z. B. bei Prozessoren); sie schmelzen im Betrieb durch die Erwärmung auf und passen sich so an die Unebenheiten an.
  - weiche Metallfolien, z. B. aus Indium[2]
  - Grafitfolien[3]